# Jakub Novotný
Jakub Novotný (Sokolov, 20 aprile 1979) è un pallavolista ceco.

## Palmarès

### Nazionale (competizioni minori)
- European League 2004